# Estepa patagona
L′estepa patagona, també coneguda com Desert de la Patagònia, és el desert més gran d'Argentina i el vuitè desert més gran del món per superfície, ocupant 673.000 quilòmetres quadrats. Es troba principalment a l'Argentina i limita amb els Andes, a l'oest, i l'oceà Atlàntic a l'est, a la regió de la Patagònia, al sud de l'Argentina. Al nord, el desert es converteix en la regió de Cuyo i el desert del Monte. Les parts centrals de l'estepa estan dominades per espècies de plantes arbustives i herbàcies, encara que a l'oest, on les precipitacions són més importants, els arbustos són substituïts per pastures. Topogràficament, els deserts consisteixen en alternar terres de muntanya i massissos dissecats per valls de rius i canons. Les parts més occidentals de l'estepa acullen llacs d’origen glacial i es converteixen en muntanyes ermes o boscos temperats freds al llarg de les valls.
Habitat per caçadors-recol·lectors des de l’època prehispànica, el desert va afrontar la migració del segle xix d’argentins, gal·lesos i altres pobles europeus, transformant-lo d’una zona conflictiva de fronteres a una part integral de l’Argentina, sent la cria de bestiar boví, oví i equí el principal ús del sòl.
El desert de la Patagònia existeix des del Miocè mitjà (fa 14-12 milions d’anys) i va sorgir a mesura que els Andes s'aixecaven cap a l’oest.

## Geografia i clima

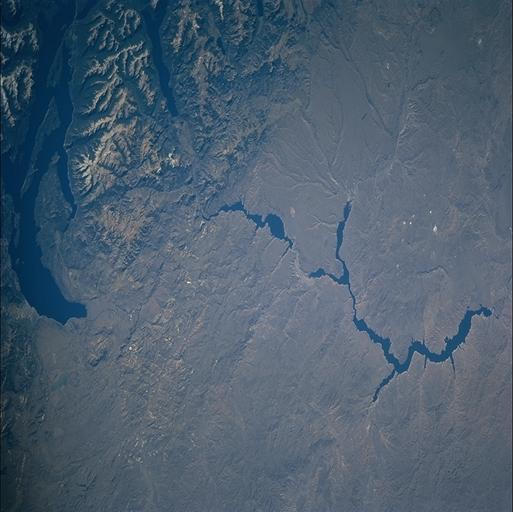
La fotografia del desert de la Patagònia (la major part de la vista) contrasta amb el riu Limay, vist fluint cap a l'est des dels Andes.

El desert de la Patagònia és el més gran del paral·lel de 40° i és un gran desert d'hivern fred, on la temperatura rarament supera els 12 °C i una mitjana de només 3 °C. La regió viu uns set mesos d'hivern i cinc mesos d'estiu. Les gelades no són estranyes al desert, però, a causa de l'estat molt sec durant tot l'any, la neu és rara. Els Andes, a l'oest del desert, són la raó principal de l'estatus del desert patagó, ja que impedeixen que el flux d'humitat cap a l'oest del Pacífic sud arribi terra endins. Això crea una ombra orogràfica que explica la formació del desert i és per això que, tot i que aproximadament la meitat del desert es troba a només unes 200 milles de l'oceà, es troba un desert tan gran a la regió. El corrent fred de les Malvines davant de la costa atlàntica d'Amèrica del Sud també contribueix a l'aridesa de la zona.
Es poden distingir diferents climes: la costa al nord del paral·lel 45 és molt més suau a causa dels corrents càlids del Brasil, i tota la meitat nord de la regió és significativament més càlida a l'estiu, quan predomina el clima assolellat. Les temperatures diàries a l'estiu arriben als 31 °C a la regió de Rio Colorado, de 26 °C a 29 °C a la costa nord, i de 24 °C a 28 °C a la plana nord, amb nits al voltant de 12 °C a 15 °C a la costa i entre 7 °C i 10 °C a l'estepa. Al sud, les temperatures d'estiu baixen de 22 °C fins a només 16 °C al llarg de la costa, i a partir dels 24 °C a 17 °C per les estepes, mentre que les nits estan entre 8 °C i 11 °C a la costa, i a partir de 6 °C k fins a 10 °C a l'estepa.
Durant l'hivern, la proximitat de la costa i l'altitud són els principals factors: mentre que les zones costaneres del nord tenen hiverns suaus, a partir de 2 °C a la nit i uns 11 °C durant el dia, el sud de Santa Cruz oscil·la entre -2 °C i 5 °C, i Terra del Foc, a partir de -3 °C a 3 °C, per a una mitjana de 0 °C. A l'interior, les zones del nord oscil·len entre 0 °C i 10 °C en zones baixes, i a partir de -5 °C fins a 5 °C als altiplans (de nou, mitjana al voltant de 0 °C), mentre que al sud, les zones baixes oscil·len entre -3 °C i 4 °C, i les zones més altes estan clarament per sota de 0 °C. Els punts més freds solen registrar temperatures entre -20 °C i -25 °C durant onades de fred, i el rècord oficial és de -33,9 °C a la província de Chubut. Tanmateix, algunes poblacions afirmen haver tingut registres d'uns -35 °C.
Les gelades d'estiu són habituals a tot arreu, excepte a la costa nord, i fins i tot pot caure aiguaneu i neu lleugera durant l'estació càlida. Els vents són constants i molt forts, de ponent en la majoria dels casos.
Abans que es formessin els Andes, probablement la regió estava coberta per boscos temperats. Tanmateix, després de la formació dels Andes, les cendres dels volcans propers van cobrir els boscos i les aigües saturades de minerals es van filtrar als troncs, fossilitzant així els arbres i creant un dels boscos petrificats millor conservats del món al centre del desert. La Patagònia es compon principalment de planes de grava i altiplans amb canyons de pedra sorrenca i formes d'argila que esquitxen el paisatge, esculpit pel vent del desert. La regió que engloba el desert, però, té moltes característiques diverses. Cada any es formen rius, llacs i dipòsits de drenatge efímers del desglaç de la primavera dels Andes, que acullen una varietat d'aus aquàtiques i plantes aquàtiques. També es troben a la regió una varietat de dipòsits glacials, fluvials i volcànics que han afectat significativament el clima del desert al llarg del temps, contribuint especialment als sediments de grava que cobreixen parts de la Patagònia.

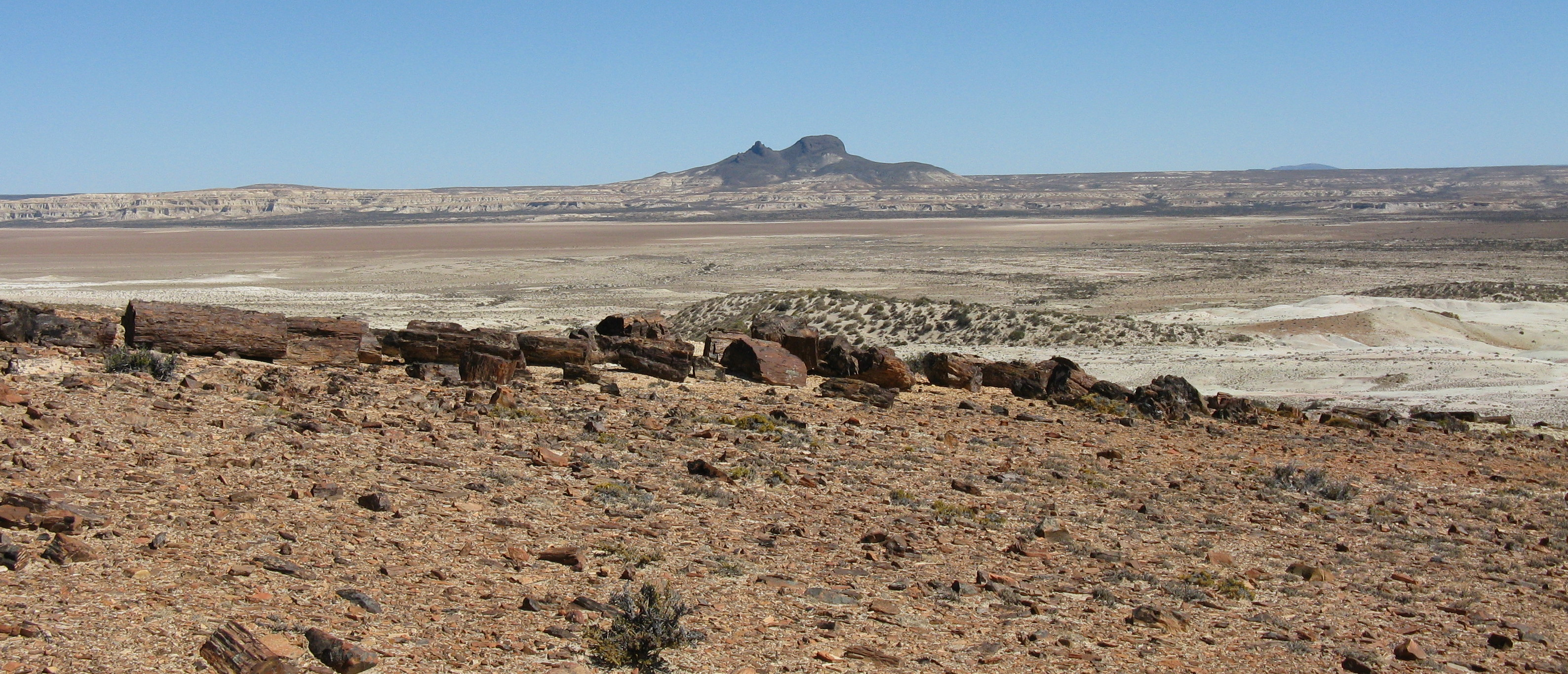
Desert patagó (Parc Nacional Bosques Petrificados de Jaramillo)

Al desert també fa força vent, com a resultat de l'efecte ombra de la pluja i la baixada de l'aire fresc de la muntanya. Aquest vent contribueix a fer de la Patagònia una de les majors fonts de pols de l'oceà Atlàntic Sud.
A l'oest, les prades de la Patagònia del desert patagó estan delimitada per boscos de faig austral dels boscos subpolars de Magallanes.
Les roques volcàniques en cobreixen més de 120.000 km² del desert de la Patagònia, principalment al massís de Somún Cura (és a dir Massís Patagó Nord) i Massís Desejat. Algunes altres àrees volcàniques inclouen el camp volcànic de Pali-Aike prop de l'estret de Magallanes. Les roques volcàniques són el resultat del vulcanisme d'arc posterior distribuït principalment en dos episodis: un a l'Eocè i Miocè i l'altre del Miocè superior al Plistocè.

## Fauna i flora
Malgrat el dur entorn desèrtic, diversos animals s'aventuren a la Patagònia i hi viuen. Alguns només viuen als afores més habitables i geogràficament variats del desert, on el menjar és més abundant i el medi menys hostil, però tots es troben dins de la regió que engloba la Patagònia. El mussol de lloriguera, nyandú de la Patagònia, el Guanac, el tuco-tuco, Dolichotis, l'armadillo, la mostela de la Patagònia, el puma, la guineu grisa argentina, la iguana del desert, la serp cinta occidental i diverses espècies d'àguila i falcó són alguns dels animals que viuen a la regió.
La flora de la regió és força comuna pel seu clima i inclou diverses espècies d'arbusts desèrtics com Acantolippia i Benthamiella i herbes de tuf com Stipa i Poa. Les herbes aquàtiques i la flora més gran existeixen als afores del desert i al voltant dels llacs efímers que es formen a partir de l'escorrentia dels Andes.

### Ús humà del sòl

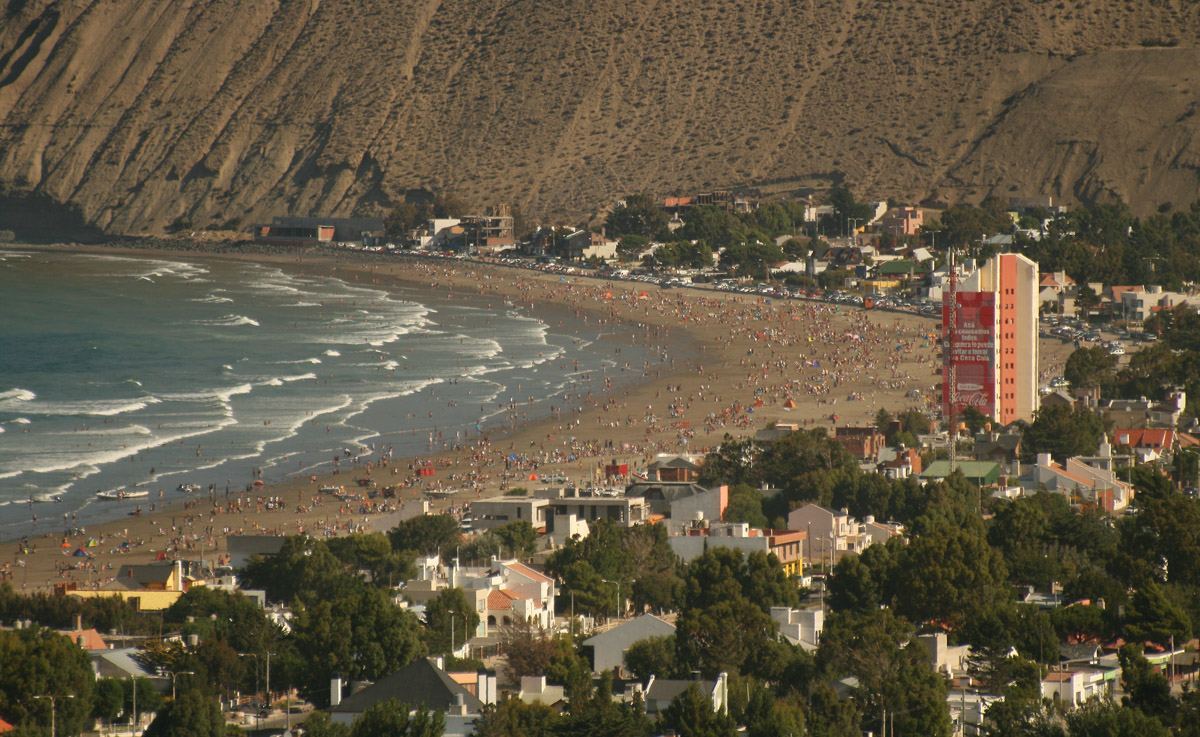
Com Rada Tilly, a l'oceà Atlàntic, la majoria dels assentaments més grans de l'estepa es troben al llarg de la costa.

El desert ha acollit diversos pobles indígenes en el seu passat, com ho demostren les pintures rupestres de la zona. Els primers habitants del desert coneguts pel seu nom són els del complex de Tehueltxe. Els tehueltxes vivien com a caçadors-recol·lectors i no practicaven l'agricultura a les exuberants valls que es troben al desert. Als segles XVIII i XIX la part nord del desert va passar sota influència maputxe durant un procés d'araucanització. Els maputxes van arribar a practicar la ramaderia de cavalls a la part nord de l'estepa patagona. Les tribus maputxes van arribar a controlar el comerç a través del desert i van comerciar amb les ciutats del sud de Xile, així com amb Buenos Aires i la regió de Cuyo.
A partir de mitjans del segle XIX van aparèixer diversos assentaments argentins i europeus, alguns d'ells esporàdics, a les vores del desert. El més important es va establir a la sortida del riu Chubut per immigrants gal·lesos el 1860. Perito Moreno va explorar el desert a la dècada de 1870. A la dècada de 1870 l'exèrcit argentí va emprendre la campanya de la Conquesta del Desert, derrotant massivament els senyors de la guerra maputxes. La Conquesta del Desert va ser seguida per un fort descens de la població indígena del desert; alguns van ser perseguits a Xile i zones perifèriques als Andes. S'estima que la conquesta del desert va provocar la mort d'uns 1.000 nadius americans. A més, 10.000 nadius americans van ser fets presoners dels quals 3.000 van acabar a Buenos Aires separats per sexes per evitar la seva procreació. El tractat de frontera de 1881 entre Xile i Argentina va comprar la major part del desert sota la sobirania definitiva argentina; anteriorment Xile havia reclamat diferents àrees ara argentines sota reclamacions de títols colonials heretats.
En les poques dècades anteriors i posteriors al 1900, les parts menys seques de l'estepa patagona van experimentar un auge oví, transformant la regió en un dels majors exportadors mundials de productes ovins.
La zona està actualment poc poblada i els que hi viuen sobreviuen principalment de la cria de bestiar com ara ovelles i cabres. La mineria de recursos, especialment de petroli, gas i carbó a algunes parts de la regió, és una altra manera en què els humans interactuen i influeixen en l'entorn del desert.

## Àrees protegides

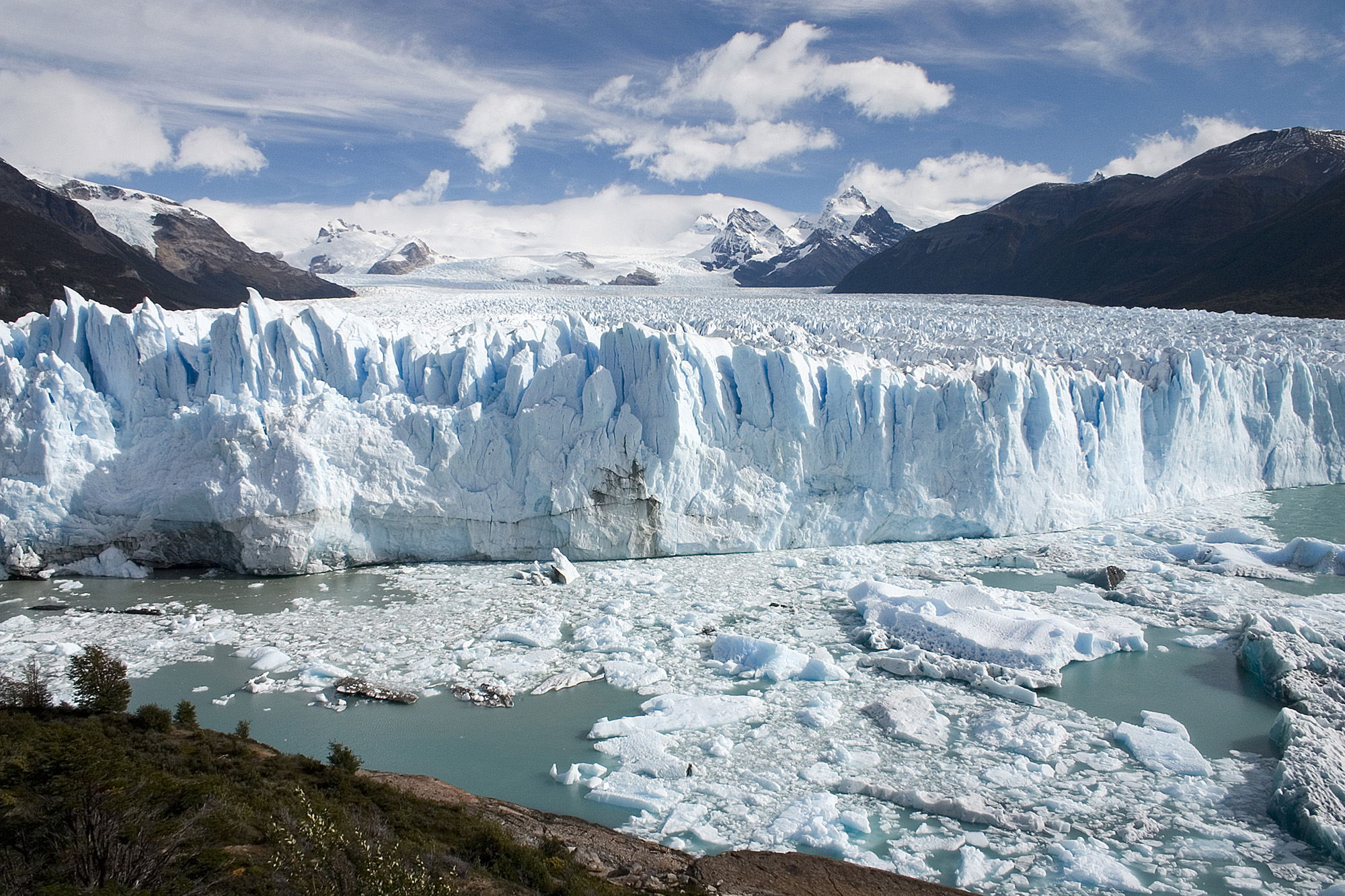
Glacera "Perito Moreno" a la Patagònia Argentina

Una avaluació de 2017 va trobar que 70.970 km 2, o el 12%, de l'ecoregió es troba en àrees protegides. Les àrees protegides inclouen:
- Parc Nacional Bernardo O'Higgins
- Parc Nacional Cerro Castillo
- Parc Nacional Bosques Petrificados de Jaramillo
- Reserva Natural El Rincón
- Parc Nacional Kawésqar
- Reserva Natural La Ascensión
- Parc Nacional Laguna Blanca
- Reserva Natural Laguna del Diamante
- Parc Nacional Laguna San Rafael
- Parc Nacional Lanín
- Reserva natural de Leicester Falls
- Parc Nacional Los Glaciares
- Parc Nacional Monte León
- Parc Nacional Pali Aike
- Parc Nacional de la Patagònia (Argentina)
- Parc Nacional de la Patagònia (Xile)
- Reserva Natural de la Patagònia
- Parc Nacional Perito Moreno
- Reserva Natural Isla León Maríno
- Reserva de la Biosfera de Valdés